# 観光通り (高松市)
観光通り（かんこうどおり）は、香川県高松市の中新町交差点から多賀橋南交差点に至る全長約1.7kmにおける香川県道155号牟礼中新線（一部香川県道43号中徳三谷高松線旧道重複）の愛称である。愛称の由来は、1938年（昭和13年）に旧国道22号（後に国道11号に指定）の高松市塩上町から木田郡牟禮村（現在の高松市牟礼地区）が整備拡幅された際、当道路を含む整備区間が旧高松市内と観光地「屋島」を結んでいたため「観光道路」と呼ばれたことによる。
なお、本路線に由来する町域名として観光通一丁目・観光通二丁目があるが、こちらは送り仮名が入らない。

## 概要
- 当道路は高松市都心部の交通の結節点である中新町交差点から高松市東部へ延びる香川県道155号牟礼中新線の市街地部分で、歩道・自転車道付き4車線の幹線街路である。
- 現幅員に改修以降、当道路は全区間6車線であったが、荷捌きやタクシーなどの停車車両が起こす渋滞や交通事故の減少を目的として、2007年1月に全区間で4車線への車線変更工事が行われた。

## 路線データ
- 幅員：30m
- 車線数：4車線

## 都市計画道路指定
都市計画道路中新町詰田川線は香川県道155号牟礼中新線（一部が香川県道43号中徳三谷高松線旧道と各重複）のうち中新町交差点（観光通り起点）-洲端東交差点（香川県道43号中徳三谷高松線交点）からなる。1946年6月5日、戦災復興院告示第39号により指定。車線数・名称などを除く最終決定日は1978年12月21日。最終告示は、2004年5月17日の香川県告示第354号。
都市計画道路中新町詰田川線
- 指定部分：全線
- 路線番号：3・2・102
- 指定日：1946年6月5日

## 沿線施設
- マルナカ田町店（旧本店）
- 高松市立南部駐車場
- NTT西日本香川支店
- 徳島大正銀行高松支店（・丸亀支店）
- 香川日産自動車本社
- 香川トヨタ自動車高松花園店（旧香川トヨペットアルメリア花園）
- 香川三菱自動車販売本店
- 高松市総合福祉会館
- 高松信用金庫花園支店
- 高松北警察署花園交番
- 高松高等予備校
- 村上学園高等学校高松校

## バス路線
当道路は高松市内のバス路線において、JR高松駅に次ぐ拠点となっていることでん瓦町駅への流入・流出道路となっているため、非常に多くの路線バスが通過する。方面別では西方面行きの一部、東方面行きの大部分、南方面行きに至っては全路線が当道路を通過する。また、瓦町駅への流入・流出路である「観光通1丁目交差点」（フェリー通り交点）を境に西と東で運行系統が異なるため、当道路の全部を一直線に貫通するバスは存在しない。そのため、一日の通行台数も観光通1丁目交差点を境に東西に分けることができ、西側が163本、東側が209本（通過のショッピング・レインボー循環バスを除くと155本）である。
行先番号は奇数が下りまたは東回り、偶数が上りまたは西回りである。また、各便数は年末年始を除く平日に当道路上を通過する便。
ことでんバス
- 庵治線：73・74 香川日産前 - 市総合福祉会館前 - 花園町 - セシール前→20往復半（下り21本・上り20本）
- 浦生線：79・74 香川日産前 - 市総合福祉会館前 - 花園町 - セシール前→3往復
- サンメッセ・川島・西植田線：61・62・63・64・65・66・67 香川日産前 - 市総合福祉会館前 - 花園町 - セシール前→34往復
- 高松医療センター・大学病院線：75・74 香川日産前 - 市総合福祉会館前 - 花園町 - セシール前→20往復
- 香川中央高校・日生ニュータウン線：33・32・35 南瓦町（上り降車専用。以下同じ） - 田町→22往復
- 塩江線：51・52・53 南瓦町 - 田町→17往復半（下り18本・上り17本）
- 御厩・県立総合プール線：47・32 南瓦町 - 田町 - 中新町→10往復半（下り9本・上り10本）
- 由佐・池西線：41・44・43・45 南瓦町 - 田町 - 中新町→18往復半（下り18本・上り19本）
- ショッピング・レインボー循環バス：1・2 通過のみでバス停無し→27往復
- 下笠居・香西線
  - 22・23 県立体育館便：南瓦町 - 田町 - 中新町→6往復
- 高松西高線：21・22 南瓦町 - 田町 - 中新町→5往復

## 通過する自治体
- 香川県高松市

## 交差・接続している道路
| 接続する道路 南← ＜観光通り＞ →北                          | 接続する道路 南← ＜観光通り＞ →北               | 交差点             | 交差点 |
| ---------------------------------------------------------- | ----------------------------------------------- | ------------------ | ------ |
| ↑県道33号高松善通寺線（鬼無・丸亀方面）                    |                                                 |                    |        |
| ＜中央通り＞ 国道11号 (国道32号・国道193号・国道492号重複) | ＜中央通り＞ 国道11号 (国道30号・国道436号重複) | 中新町             | 高松市 |
| ＜田町商店街＞ 市道丸亀町栗林線                            | ＜田町商店街＞ 市道丸亀町栗林線                 | 田町               | 高松市 |
| 市道魚屋町栗林線                                           | ＜フェリー通り＞ 市道魚屋町栗林線               | 観光通1丁目        | 高松市 |
| ことでん琴平線                                             | ことでん琴平線                                  | 琴平線観光道路踏切 | 高松市 |
| 県道160号高松港栗林公園線                                  | 県道160号高松港栗林公園線                       | 塩上               | 高松市 |
| ことでん長尾線                                             | ことでん長尾線                                  | 観光道路踏切       | 高松市 |
| -                                                          | 市道東浜港多賀線                                |                    | 高松市 |
| ＜長尾街道＞ 県道43号中徳三谷高松線旧道                    | 市道多賀町8号線                                 | 花園西             | 高松市 |
| 市道朝日町仏生山線                                         | 市道朝日町仏生山線                              | 花園町             | 高松市 |
| 御坊川                                                     | 御坊川                                          | 観光橋             | 高松市 |
| 市道上福岡多肥下町線                                       | 市道                                            | 多賀橋南           | 高松市 |
| ↓県道155号牟礼中新線（古高松・牟礼方面）                   |                                                 |                    |        |